# Fazenda do Viegas
O Engenho da Lapa, ou mais conhecido como Fazenda do Viegas, é uma obra arquitetônica pertencente ao período colonial setecentista brasileiro, construída em meados do séc. XVIII e localizado na rua Marmiari, 221, Senador Camará, na antiga estrada Rio-São Paulo.

## História[1]
A Fazenda do Viegas foi a sede do antigo Engenho da Lapa, fundado pelo colonizador Manuel de Souza Viegas, que deu nome ao morro, ao caminho, à estrada e, consequentemente, a fazenda no século XVII. No ano de 1725 a fazenda sofreu sua primeira alteração em relação a sua arquitetura original, com a construção da Capela de Nossa Senhora da Lapa. No decorrer do tempo, a fazenda foi tornando-se famosa pelos seus equipamentos, dentre eles, o Engenho da Lapa, o qual produzia semanalmente 22 caixas de açúcar de 50 kg e 1.000 litros de aguardente. Em 1777, o Engenho da Lapa foi considerado o segundo engenho açucareiro mais importante da região na então freguesia de Campo Grande.
A propriedade rural começou suas atividades agrícolas com a produção de cana-de-açúcar, que perdurou por quase 80 anos. Entretanto, com o surgimento da cafeicultura no início do século XIX, a fazenda mudou seu cultivo, o que a tornou uma das precursoras da produção do café no Brasil.
No ano de 1938, a edificação e a Capela anexa foram reconhecidos como patrimônio histórico. Entre 1940 e 1941, foi restaurada pelo Instituto do Patrimônio Histórico e Artístico Nacional. Posteriormente houve uma reforma da edificação pela Prefeitura. Em 1999, a Secretaria Municipal de Meio Ambiente promoveu a revitalização e o isolamento do local, consolidando-o como uma importante área verde.
O Engenho da Lapa, segundo Augusto da Silva Telles, não está vinculada a nenhum fato histórico marcante, além da grande produção de açúcar e café na época colonial brasileira.
Atualmente, a Fazenda do Viegas está em mal estado de conservação, estando ela totalmente depredada e abandonada.

## Características Arquitetônicas
A construção rural da fazenda possuí a maioria das características de uma casa rural colonial setecentista brasileira. Sua composição formal das fachadas, da planta e de sua volumetria são expressas por sua austeridade e simplicidade da sua forma, que são inscritas e compartimentadas a partir de figuras geométricas quadrangulares. No caso da Fazenda do Viegas, ela apresenta uma conformação volumétrica retangular, sendo ela assentada pesadamente sobre terra, desenhando um espaço prismático e com uma horizontalidade marcante, que acentua-se ainda mais pelo telhado de quatro águas, que se apoiam no perímetro da casa.
O corpo das casas rurais brasileiras no século XVIII, apresentavam um tratamento austero, com simplicidade construtiva, chegando até a uma certa rusticidade, possuindo esquadria sóbrias e ausência de revestimentos nobres. Seus cômodos internos possuíam forros de madeira, paredes caiadas e piso em tábua de madeira.
Além das características genéricas das casas rurais setecentistas brasileiras, a Fazenda do Viegas, apresenta algumas características particulares quanto a sua morfologia, tipologia, planta, fachadas e sua capela.

### Morfologia
A casa foi assentada a meia encosta, em aclive, aproveitando assim sua parte frontal térrea, para meio-porões, que eram usados como depósitos, fechados em alvenaria com portas independentes a casa. Isso possibilitou o nivelamento da residência em um pavimento elevado e plano, anulando assim os desníveis que estaria presentes internamente a moradia. Esse tipo de assentamento acabou desenhando uma casa com composição em dois pavimentos na fachada frontal, enquanto nas fachadas laterais e posterior apresente apenas um pavimento.

### Tipologia
Sua tipologia clássica da casa rural setecentista brasileira, define-se a partir da varada frontal alpendrada, com colunas de fuste de secção circular, em alvenaria, apresentando uma inspiração na ordem toscana. Além disso, podemos perceber nestas casas a presença de pátio interno, também alpendrados, escada externa e a capela.

### Planta e organização espacial
A fazenda possui uma planta que se desenvolve em torno de uma grande sala central, com cômodos menores nos módulos laterais, sendo estes quartos e/ou alcovas. Sua grande varanda frontal, serve como acesso principal, sendo também a ligação privada a capela, através do coro. Sua varanda posterior ocupa apenas o módulo que seria correspondente a sala, dando acesso a um pátio aos fundos da casa. Neste caso particular, são encontrados cômodos no corpo principal da residência, porém apenas com acesso externo, seja ele, pela varanda frontal, pelo pátio ou até mesmo pelos fundos.
A entrada principal a residência se dá diretamente pela grande sala central, que funciona como principal dispositivo de distribuição, dando acesso aos cômodos laterais, tornando-se ponto inevitável na circulação. Ao longo dos anos, acredita-se que a casa sofrera certas mudanças em torno do pátio dos fundos, no qual aparecem cômodos sem comunicação direta com a sala. Essa distribuição sugere que tais cômodos fossem dedicados a serviços e armazenagem.
O acesso a varanda principal era inevitavelmente dado pelas escadas e rampas de acesso, sendo este um dos elementos mais importantes da composição formal das fachadas das casas rurais deste período. No caso do objeto de estudo, sua escada possuía poucos degraus, semicirculares na base, seguida de uma rampa, construída em alvenaria e assentada diretamente sobre a terra acumulada acompanhando a inclinação do terreno, até chegar na extremidade da varanda.
Sua organização espacial ainda continha um pátio interno, característico da maioria das casas setecentistas. A composição aberta destes pátios formou uma solução que proporcionou aos cômodos internos iluminação natural, areação e ventilação, tornando assim o ambiente agradável ao conforto térmico ambiental. Ele, assim como a varanda frontal da fachada principal, possuía alpendres que recebiam uma atenção estética da ordem toscana. Este pátio funcionava também como circulação, pois dava acesso aos cômodos internos da casa que eram distribuídos ao seu redor, definindo um partido particular, centrado, ou seja, voltado para o núcleo central da casa, no qual acarretou em uma tipologia em forma de “U”, pois o pátio possui um dos lados abertos a parte posterior da casa.

### Esquadrias
As esquadrias presentes na casa, são relativamente simples, suas portas de entrada são de madeira, com verga em arco abatido, já as janelas são de guilhotina e suas folhas externas são em madeira.

### Fachada
As fachadas das residências deste período, possuíam a mesma linguagem simples, horizontalidade, estática e peso, com o predomínio de superfícies cheias sobre elementos vazados de portas, janelas e paredes caiadas em branco, contrastando com as esquadrias coloridas.
No caso da casa rural de Viegas, sua fachada principal possui a orientação norte-nordeste, além de possuir também um certo tratamento mais complexo e requintado. Ela é marcada pela varanda alpendrada, que concede certa leveza a construção, compondo uma equilibrada trama vertical e alternando de forma equidistante as colunas e vãos. Seu alpendre estende-se por toda a fachada principal, possuindo colunas de tijolos, que recebem um tratamento da ordem toscana. No seu embasamento predominam os cheios, possuindo três portas de acesso ao porão.
Já suas fachadas secundarias são caracterizadas por possuírem vãos retangulares, sendo que na fachada lateral direita encontra-se a rampa de acesso à varanda frontal.

### Capela
A capela de Nossa Senhora da Lapa, configura-se à esquerda da casa, ligada pela varanda, proporcionando uma entrada privada ao nível do coro. Esta capela é anexa e justaposta ao corpo da casa, sendo estas destacadas em relação ao volume da casa e também por suas feições, revelando o caráter religioso da construção. Ela apresenta uma maior complexidade em sua planta, dada pela presença sistemática da sacristia e do coro no pavimento superior, sobre o primeiro terço da nave, que foi possibilitado graças ao seu alto pé direito. Seus espaços são integrados em dois retângulos sucessivos, o primeiro, mais largo, destinado a nave única e o segundo, menor, para abrigar a capela-mor, conferindo um maior destaque para o altar.
Neste modelo particular de capela justaposta à casa, o acesso privado da família se dava da varanda ao coro, no qual funcionava como uma espécie de tribuna no pavimento superior da nave, que por sua vez, tinha um acesso independente no térreo para os demais fiéis.

## Leituras adicionais
- Arquivo Noronha. Casa da Fazenda do Viegas, 13 jun. 1938. IPHAN.
- TELLES, Augusto Carlos da Silva. Monumentos tombados. In: Silva, Fernando - Nascimento et alii. Rio de Janeiro em seus quatrocentos anos; formação e desenvolvimento da cidade. Rio de Janeiro; 1965.
- BIENE, Maria Paula Van. A arquitetura das casas-grandes remanescentes dos engenho de açúcar no Rio de Janeiro setecentista. Rio de Janeiro, 2007.
- Geografia histórica do Rio de Janeiro (1502-1700). Rio de Janeiro: Andrea Jakobsson Estúdio & Prefeitura do Município do Rio de Janeiro, 2010.
- PEREIRA, Sonia Gomes. Espaço urbano e arquitetura no Rio de Janeiro: a procura de uma síntese do universo colônia português. In: Separata – Simpósio Internacional. Portugal: Instituto Português do Patrimônio Arquitetônico; s/d.
- PUC-Rio (diversos autores). O Rio de janeiro no processo cultural do Brasil setecentista: Arquitetura, Artes Plásticas e Urbanismo. Revista Gávea 7. Número Especial. RJ: PUC-Rio; dez/1989